# Trinitrotoluol
| Trinitrotoluol                                                                                                  | |
| \| \| \| | |
| szilárd trinitrotoluol                                                                                          | |
| IUPAC-név | 2-metil-1,3,5-trinitrobenzol |
| Más nevek | 2,4,6-trinitrotoluol, TNT, Trilit, Tolit, Trinol, Trotil, Tritolo, Tritolol, Triton, Trotol, Trinitrotoluol, 2,4,6-trinitrometilbenzol |
| Kémiai azonosítók                                                                                               | |
| Rövidítés | TNT |
| CAS-szám | 118-96-7 |
| PubChem | 11763 |
| ChemSpider | 8073 |
| EINECS-szám | 204-289-6 |
| DrugBank | DB01676 |
| KEGG | C16391 |
| ChEBI | 46053 |
| RTECS szám | XU0175000 |
| SMILES | O=[N+]([O-])c1c(c(ccc1C)[N+]([O-])=O)[N+]([O-])=O                                                                                      |
| InChI | 1/C7H5N3O6/c1-4-6(9(13)14)2-5(8(11)12)3-7(4)10(15)16/h2-3H,1H3                                                                         |
| InChIKey | FPKOPBFLPLFWAD-UHFFFAOYSA-N |
| Beilstein | 1887900 |
| UNII | H43RF5TRM5 |
| ChEMBL | 1236345 |
| Kémiai és fizikai tulajdonságok                                                                                 | |
| Kémiai képlet                                                                                                   | C7H5N3O6 |
| Moláris tömeg                                                                                                   | 227,13 g/mol |
| Megjelenés | Halványsárga, laza, tű alakú kristályok                                                                                                |
| Sűrűség | 1,654 g/cm³ |
| Olvadáspont | 80,35 °C |
| Forráspont | 240 °C ((bomlik)) |
| Oldhatóság (vízben)                                                                                             | 0,13 g/l (20 °C) |
| Oldhatóság (dietil-éter, aceton, benzol, piridin)                                                               | Oldható |
| Robbanószerkémia                                                                                                | |
| Ütésérzékenység                                                                                                 | Nem érzékeny |
| Dörzsérzékenység                                                                                                | 353 N-ig nem érzékeny |
| Detonációsebesség                                                                                               | 6900 m/s |
| TNT-egyenérték                                                                                                  | 1,00 |
| Veszélyek | |
| MSDS | ICSC 0967 |
| EU osztályozás                                                                                                  | Robbanékony (E) Mérgező (T) Környezetre veszélyes (N)                                                                                  |
| EU Index | 609-008-00-4 |
| NFPA 704 | 4 2 4 |
| R mondatok | R2, R23/24/25, R33, R51/53 |
| S mondatok | (S1/2), S35, S45, S61 |
| Rokon vegyületek                                                                                                | |
| Rokon vegyületek                                                                                                | pikrinsav hexanitrobenzol 2,4-dinitrotoluol                                                                                            |
| Ha másként nem jelöljük, az adatok az anyag standardállapotára (100 kPa) és 25 °C-os hőmérsékletre vonatkoznak. | |
| | |

A trinitrotoluol egy kémiai vegyületcsoport, amely összesen hat konstitúciós izomert takar. Ezek közül a 2,4,6-trinitrotoluol (más néven TNT vagy trotil) amely jelentős mennyiségben készül és mind ipari, mind pedig katonai robbanóanyagként elterjedt. A kémiai kutatásban töltésátviteli komplexek ligandumaként alkalmazzák.
A nagy tisztaságú TNT halványsárga színű, levegőn lassan barnuló, kristályos vegyület. Vízben gyakorlatilag nem oldódik, azonban szerves oldószerek (aceton, metilén-klorid, toluol) kiválóan oldják. A TNT kitűnő, igen alacsony ütésérzékenységű, közepes hatóerejű kémiai robbanóanyag. Még az első világháború alatt terjedt el és akkora népszerűségre tett szert, hogy ezt az anyagot választották mind a kémiai, mind a nukleáris robbanás erejének viszonyítási alapjául.

## Története
Elsőként Joseph Wilbrand német vegyész állította elő 1863-ban, aki még csak sárga festéknek használta. Mint lehetséges robbanóanyag még évtizedekig nem jöhetett számításba, mivel igen nehéz volt felrobbantani, és már abban az időben volt hatékonyabb alternatívája.
A német hadsereg 1902-ben alkalmazta először tüzérségi lövedékek töltésére. A TNT-töltetű páncéltörő lövedékek képesek voltak arra, hogy a páncélt átütve, annak túloldalán robbanjanak fel, míg a britek által ekkoriban alkalmazott pikrinsav-töltetű páncéltörő lövedékek már a védelem külső oldalán működésbe léptek. Ezzel a robbanás energiájának nagy része veszendőbe ment. Ezért 1907-ben a brit haderő is átállt a TNT alkalmazására.
Az első világháború kitörésekor ugrásszerűen megnőtt az igény a trotilra, amelyet a vegyipar egyik oldalon sem volt képes kiszolgálni. A keresletet kielégítendő kísérletek kezdődtek a trotil robbanóanyag-keverékekben való alkalmazására. Ennek eredményeként született meg az ammónium-nitrát/trotil keverék, vagy rövidebb nevén amatol, amely mind a mai napig az egyik legnagyobb mennyiségben gyártott ipari robbanóanyag.
A második világháborúban további kutatások során fejlesztették ki a trotil hexogénnel, oktogénnel és tetrillel alkotott különböző összetételű keverékeit, amelyeknek teljesítményét néhány százalék alumíniumpor hozzáadásával tovább lehetett fokozni.

## Előállítása
A TNT-t az iparban két lépésben állítják elő. Először a toluolt kénsav/salétromsav (nitráló elegy) keverékkel reagáltatják. Ekkor a toluol mono- és dinitrált származékai képződnek. A második lépésben ezt a nyers köztiterméket tovább nitrálják lényegesen erélyesebb körülmények között, óleum/salétromsav elegyével. Az utóbbi lépésben keletkező hulladéksavat pedig visszavezetik az első lépéshez.

## Robbanási sajátosságok
A trotil robbanásakor lejátszódó kémiai változást az alábbi reakcióegyenlet szemlélteti:
2 C7H5N3O6 → 3 N2 + 5 H2O + 7 CO + 7 C
Vagyis a vegyület széntartalmának csak egy része oxidálódik, és az is szén-monoxiddá, a maradék pedig elemi szénként szabadul fel. Az oxigénegyenleg mindössze −74%. Alapvetően ezt a potenciális tartalékot lehet kiaknázni pozitív oxigénegyenlegű adalék robbanóanyag (például ammónium-nitrát) hozzákeverésével. A kb. 20 m/m% TNT - 80 m/m% NH4NO3 összetételű elegy oxigénegyenlege már 0%.

## Toxicitás és környezeti ártalmak
A TNT erősen mérgező vegyület. Bőrrel való érintkezéskor sárgás elszíneződés és erős irritáció léphet fel. A második világháború alatt azok a hadianyaggyári munkások, akik érintkezésbe kerültek vele, és besárgult tőle a bőrük, a „kanári” gúnynevet kapták.
Hosszú idejű expozíció esetén vérszegénység, elégtelen májfunkció, lép-megnagyobbodás és egyéb immunrendszeri károk alakulnak ki. Továbbá tény, hogy a férfiaknál hátrányosan befolyásolja a nemzőképességet, és lehetséges rákkeltőként van nyilvántartva.
A trotil elfogyasztásakor a vizelet piros árnyalatúvá válik, amit annak metabolitjai okoznak, és nem vér, mint azt korábban hitték.
Némely katonai gyakorló területeken a felső talajréteg kimutathatóan szennyeződött trotillal. A talajvíz ennek köszönhetően pedig rózsaszínűvé vált. Az utólagos mentesítés viszont igen drága és komplikált művelet.

## Alkalmazásai
A TNT az egyik legnagyobb mennyiségben alkalmazott ipari és katonai robbanóanyag. Óriási előnye az igen alacsony ütés- és dörzsérzékenysége, ami jelentősen csökkenti alkalmazásának kockázatát. Kristályai 80 °C-on megolvadnak, ezzel könnyen töltényezhető, formába önthető és keverhető egyéb robbanóanyagokkal. Bomlása és spontán detonációja csak jóval e hőmérséklet felett következik be. A TNT nem higroszkópos és nem is oldódik vízben, ezért ebből a szempontból gond nélkül tárolható nedves környezetben. Stabilitása is kiváló a többi brizáns robbanóanyaggal való összehasonlításban.
Habár tiszta TNT beszerezhető különféle méretben (250, 500 és 1000 g-os kiszerelésben), leginkább különféle összetételű robbanóanyag keverékekben alkalmazzák.
Példák trotiltartalmú keverékekre:
- Amatol
- Ammonal
- B-3
- Hexotol
- Ciklotol
- Oktol
- Paxit
- Pentarit
- Pentolit
- Pentritol
- Picratol
- Tetritol
- Torpex
- Tritonal

## Dinamit és TNT
Közkeletű tévedés, hogy a dinamit és a TNT egy és ugyanaz. Valójában amíg a TNT egy önálló kémiai vegyület, addig a dinamit egy keverék, amely többnyire nitroglicerinből és flegmatizátorból (leginkább kovaföldből) áll.